# Lev II.
Svatý Lev II. (611 Sicílie nebo Kalábrie – 28. června 683 Řím) byl papežem, zvoleným 17. srpna 682.

## Život
Volba papeže Lva II. byla potvrzena byzantským císařem Konstantinem IV. teprve poté, co Lev II. odsouhlasil závěry Třetího konstantinopolského koncilu. Lev II. akceptoval odsouzení svého předchůdce Honoria I. (625–638), protože mu kladl za vinu, že se provinil proti čistotě víry. Volbou Lva II. a zmíněnými rozhodnutími byl znovu nastolen smír mezi křesťanským Východem a Západem. Za svého krátkého pontifikátu dal podnět k opravě baziliky sv. Sabiny na římském Aventinu, jíž postavil roku 422 kněz Petr z Ilýrie.